# Bagac
Bagac (Bayan ng Bagac) är en kommun i Filippinerna. Kommunen ligger på ön Luzon, och tillhör provinsen Bataan. Folkmängden uppgår till 26 936 invånare år 2015.
Bagac är indelat i 14 barangayer.